# Tótem loba
Tótem loba és un curtmetratge escrit i dirigit per Verónica Echegui estrenat en 2021 que revisa les tradicions populars i la normalització de la violència contra les dones.

## Sinopsi
Estíbaliz (Isa Montalbán) accepta la invitació d'una amiga de l'institut, Raquel, per a anar a les festes del seu poble. El que semblava un cap de setmana divertit es revela com un malson. Estíbaliz descobreix que al poble existeix la tradició que els homes es disfressen de llops i surten a caçar a les dones durant la nit i a ningú sembla importar-li ni alarmar-li aquesta terrorífica i abominable costum.

## Altres dades
El 2019 Verónica Echegui va guanyar el concurs Proyecto corto de Movistar+ al FICX que es va materialitzar en aquest curt, la seva òpera prima com a directora. El curtmetratge està basat en una història personal que ella mateixa va viure quan tenia 17 anys.
Ha estat rodat a Conca. Revisa les rondalles i festes populars en clau feminista, analitza l'arrel i revisa la normalització de la violència contra les dones a través, en aquest cas de les conseqüències de tradicions arrelades en una cultura popular que accepta que un ramat d'homes persegueixi un grup de dones.
Ha estat presentat en diversos festivals. Va competir al Festival de Màlaga de 2021 i és un dels curts de la sessió de Pantalla para un debate sobre drets de les dones del Festival Internacional de Cinema de Gijón.

## Premis i reconeixements
- 1 Goya al millor curtmetratge de ficció als XXXVI Premis Goya 2022.[2]
- Premi Onofre a la Millor Direcció, el Premi AISGE a la Millor Interpretació Femenina pel treball de l'actriu Isa Montalbán, el Premi Onofre del Públic de Badajoz i el Premi ‘Luis Alcoriza’ del Jurat Jove del 27 Festival Ibèric de Badajoz.[7]
- Premi IRJ en la 23 edició d' 'Octubre Corto' atorgat pel jurat jove.[8]